# 僕とカミンスキー 盲目の老画家との奇妙な旅
『僕とカミンスキー 盲目の老画家との奇妙な旅』（ぼくとカミンスキー もうもくのろうがかとのきみょうなたび、独: Ich und Kaminski）は、2003年にダニエル・ケールマンが発表したドイツの小説である。盲目の画家として一世を風靡しながら隠遁生活を送る老画家と、彼の伝記執筆を狙い野心に燃える冴えない美術評論家との珍道中を描いた作品である。ドイツ国内では18万部を売り上げ、26ヶ国語に翻訳されており、日本では2009年に瀬川裕司による訳本が三修社から出版された。
2015年には『グッバイ、レーニン!』のヴォルフガング・ベッカー監督、主演のダニエル・ブリュールのコンビで映画化された。日本では2017年4月にロングライド配給で公開され、『僕とカミンスキーの旅』（ぼくとカミンスキーのたび）との邦題が用いられた。本項目ではこの映画版についても扱う（→#映画化）。

## あらすじ
芽の出ない美術評論家ゼバスティアン・ツェルナーは、伝記を執筆して成功しようと、かつて一世を風靡しながらアルプスで隠遁生活を送る画家マヌエル・カミンスキーを訪ねて田舎町を訪れる。自己中心的な性格に気付かない彼は空回りしており、カミンスキーの娘ミリアムも非協力的で取材は上手く行かない。彼女の留守中に家へ忍び込んだツェルナーは、地下室のアトリエでカミンスキーの未発表作品を見つける。死んだと聞かされていたかつての恋人テレーゼの生存をツェルナーに聞かされ、カミンスキーは彼女を訪ねる旅に出るようツェルナーを急かす。
道中車を盗まれる、カミンスキーがホテルに娼婦を呼び込む、ミリアムに父の「誘拐」が露呈するなど道中はトラブル続きだが、カミンスキーは意に介せず自分の人生を語り続ける。金欠に陥ったツェルナーは、同棲解消を言い渡されたエルケのアパートへカミンスキー共々転がり込むが、帰宅したエルケは冷淡にも出て行くよう迫る。ツェルナーは彼女の隙を突いて車を盗み、テレーゼ宅への旅を続ける。
テレーゼとカミンスキーの再会は、同居人ホルムの無遠慮な発言もあって失敗に終わる。また、ミリアムがエルケの車からふたりの居場所を突き止め、道中盗まれた後に返ってきたカミンスキー家の車でテレーゼ宅へやってくる。彼女はカミンスキーの伝記作家には別人がいること、テレーゼとの関係は伝記作家対策で清算済だったことを明かす。父と別れを告げるようミリアムに急かされツェルナーは車中でふたりきりになって話すが、海を見たがるカミンスキーは、彼にミリアムを振り切って海へ向かうよう指示する。カミンスキーの言葉で全てがどうでも良くなったツェルナーは、今まで書いた原稿やインタビューのテープを全て海へ捨てる。カミンスキーは「やがて娘が来る」と海辺に座り、互いの幸運を祈った後で、全てを捨てたツェルナーは海辺を離れた。

## 登場人物
ゼバスティアン・ツェルナー
31歳の美術評論家で、カミンスキーの死後伝記を出版して名前を売ることを目論む。仕事はぱっとせず、エルケの家に居候状態だが、恋人の出来た彼女に別れを告げられる。フォトリアリズムの作家であるバルトゥスやルツィアン・フロイトのインタビューに失敗し、消去法的に同じジャンルのカミンスキーを取材対象に選ぶ。
マヌエル・カミンスキー
数々の有名人を知人に持ち、フォトリアリズムの代表作家となりつつも、目の病気を患ってアルプスへ隠遁した画家。心臓の持病を抱えている。養父は有名な詩人リヒャルト・リーミングで、アンリ・マティスは師匠、パブロ・ピカソは友人だったほか、ジャン・コクトーやジャコメッティとも知り合いだった。テレーゼとの関係が終了した後、アドリエンヌ・マルと結婚してミリアムを儲けた。加齢黄斑変性の診断を受けたとされていたが、ツェルナーは彼のふとした言葉から視力を持つことに気付く。
ミリアム・カミンスキー
マヌエルの娘で、生まれてすぐ母と共に父と別居したが、母の死後父の元へ戻り、面倒を見て暮らしている。「四十代なかばで背が高く、痩せていて髪は黒、東洋人のような細い目をしている」。
ハンス・バーリング
ツェルナーが評論書をこき下ろそうとしている美術評論家。終盤でミリアムから、父の元へインタビューに来た評論家として告げられる。
コメネウ教授、メーリング教授
ふたりともツェルナーのインタビュー相手である美術教授。前者はカミンスキーの絵に関する本『カミンスキー解読』を出版した。
ドクター・ギュンツェル、クルーア夫妻
カミンスキー家の隣家に住んでおり、ギュンツェルは医者で、ロバート・クルーアはイギリス人の作家である。
クヌート・メーゲルバッハ
ツェルナーが契約した出版社の人物。
ボゴヴィッチ
画商の男性でツェルナーがインタビューした相手。カミンスキーとは60年代以来の付き合いで、『色あせた海辺の死神』と題された彼の絵を大事に保管している。
アンナ
カミンスキー家で住み込みの料理人として働くが、料理は酷く不味い。ミリアムの留守中にやってきてインタビューしたがるツェルナーから金を巻き上げ、カミンスキーとふたりきりにさせる。
エルケ
ツェルナーが居候する家の持ち主である女性。新しい交際相手ヴァルターの存在を明かし、ツェルナーに荷物をまとめて出て行くよう迫る。終盤ツェルナーは、彼女のメルセデスを奪ってテレーゼ宅へ向かう。
リヒャルト・リーミング
カミンスキーの養父で詩人。2年間彼の母と同棲し、第二次世界大戦時にアメリカへ亡命する船の中で死亡した。
ドミニク・シルヴァ
カミンスキーのパトロン。
テレーゼ・レッシング
カミンスキー最愛の女性とされ、カミンスキーは彼女との別離後アドリエンヌと結婚した。北方の海の近くに住んでいる。ツェルナーの電話には出ようとせず、彼はカミンスキー共々会いに向かう。
ドクター・マルツェラー
カミンスキーの往診に現れた主治医。
カール・ルートヴィヒ
カミンスキー家の車に勝手に乗り込んできたヒッチハイカーで、ツェルナーの介助でカミンスキーが用を足しに行った隙に車を盗む。
アンゼルム・ヴェーゲンフェルト
ツェルナー・カミンスキーが途中泊まったホテルのコンシェルジュ。
ヤーナ
カミンスキーがホテルに呼び込んだ娼婦。
アロンゾ・クヴィリング
ツェルナーがカミンスキーを連れて向かう個展の開催者。
ホーホガルト、オイゲン・マンツ、ヴェレーナ・マンゴルト、アウグスト・ヴァルラート、ツァーブル教授
全員ツェルナーがクヴィリングの個展で会う知り合い。前者ふたりは美術評論家で、マンツは美術雑誌 "ArT" の編集長を務めている。マンゴルトはテレビ番組の編集者で、ヴァルラートはドイツ一の画家のひとり。ツァーブルは美術の教授だが、カミンスキーが指摘するよう誰も彼の作品を見たことが無かった。
ホルム
テレーゼの現在の同居人。

## 出版と作品の評価
本作はケールマンにとって5冊目・長編3作目の作品で、ズーアカンプから2003年に出版され、ドイツ国内で18万部を売り上げた。その後英語・フランス語・スペイン語をはじめ世界26ヶ国語に翻訳されている。日本では、2009年に三修社から瀬川裕司による訳本が出版された。翻訳を担当した瀬川は、本作ではケールマン作品の重要テーマである死・老い・天才・時間の流れが全て押さえられていると指摘している。
『デア・シュピーゲル』のインタビューを受けたケールマンは、カミンスキーとツェルナーの関係について次のように語っている。
このインタビューを担当したイレーネ・ビナルは、「[前略]ケールマンは、抜け目なくユーモアに富んだ魅力的な語り口で、再び自身を文芸作品の名手だと証明した」と絶賛した。
『ガーディアン』紙のフィリップ・オルターマンは、「お約束とは違い、ケールマンはドイツ語で面白おかしい散文を書いた最初の人物ではない。喜劇と悲劇の狭間にある居心地悪い空間ではカフカの方が上手だが、最高点ではケールマンの書く主人公の視野の狭さだって同じ効果を持っている」と述べた。『テレグラフ』紙のジェフ・ケリッジは、「ケールマンは芸術家や批評家の自負について確かな目を持っているが、『世界の測量』[=ケールマンの前作]に比べて、観念を著す小説のような光の当て方だと感じた人もいるかもしれない。しかし『僕とカミンスキー』には真面目なポイントがひとつ存在する—それは、人間や自然を理解しようとせずに生きればどんなに簡単かということだ」と述べた。『インデペンデント』紙のボイド・トンキンは、「『僕とカミンスキー』は、明らかな道程から外れた時だけこちらを引きつけ始める」「スマートアートな風刺も全く飛んではいない」と述べた。

## 映画化
『僕とカミンスキーの旅』（ぼくとカミンスキーのたび、独: Ich und Kaminski）は、2015年に公開されたドイツ・ベルギー製作のロードムービー。ケールマンによる同名小説を元に、『グッバイ、レーニン!』（2003年）のヴォルフガング・ベッカー監督、主演のダニエル・ブリュールが12年ぶりにタッグを組んだ作品で、イェスパー・クリステンセンがカミンスキー役を務めた。
ドイツ語圏では2015年9月に公開されたほか、日本ではロングライド配給で2017年4月29日に公開された。

### 原作との相違点
冒頭、カミンスキーのキャリア全盛期をモキュメンタリー調に描くシーンは原作に存在しない。
ツェルナーが泊まる宿「ペンション・シェーンブリック」のおかみの名前は原作では明らかにされないが、本作では「フェーゲリ」とされ、さらにカミンスキー家の隣人である医師の妻と分かる。またテルミン演奏会のくだりは原作に存在しない。ツェルナーはミリアムの香水がシャネルではないかと聞くが、実際にはシャネルの香水が無かった原作と比べ、映画では彼女の化粧台にシャネルNo.5が載っている。ツェルナーがカミンスキー晩期の作品を盗み出すくだりは原作に無く、サインをして彼に引き渡すラストシーンの描写も存在しない。エルケが日本マニアであることや、ルートヴィヒがヴァイオリンを弾くことも映画独自の設定である。またツェルナーがインタビューする相手には名前や背景が明かされていない者も多いが、映画ではそういった人物に名前や背景が追加されている。
映画中、カミンスキーはヤーナの顔や展覧会の絵を模写しているが、原作では次のように描写され、具体的な絵が描けていたかは明かされない。
カミンスキーの伝記作家として契約している人物は、原作のハンス・バーリングではなく「ゴーロ・モーザー」（独: Golo Moser）と呼ばれる人物である。最終シーンで、カミンスキーの姿はボゴヴィッチが持つ絵『色あせた海辺の死神』に重ねられるが、この様子は原作では明示されていない。

### キャスト

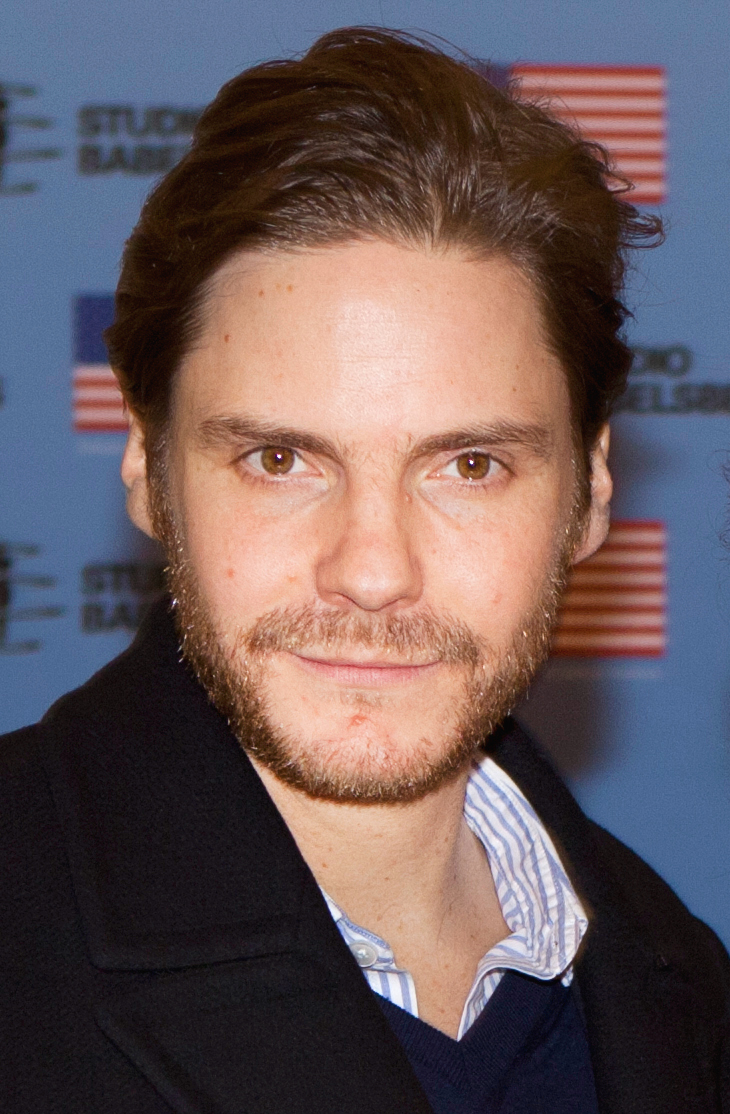
主演を務めたダニエル・ブリュール

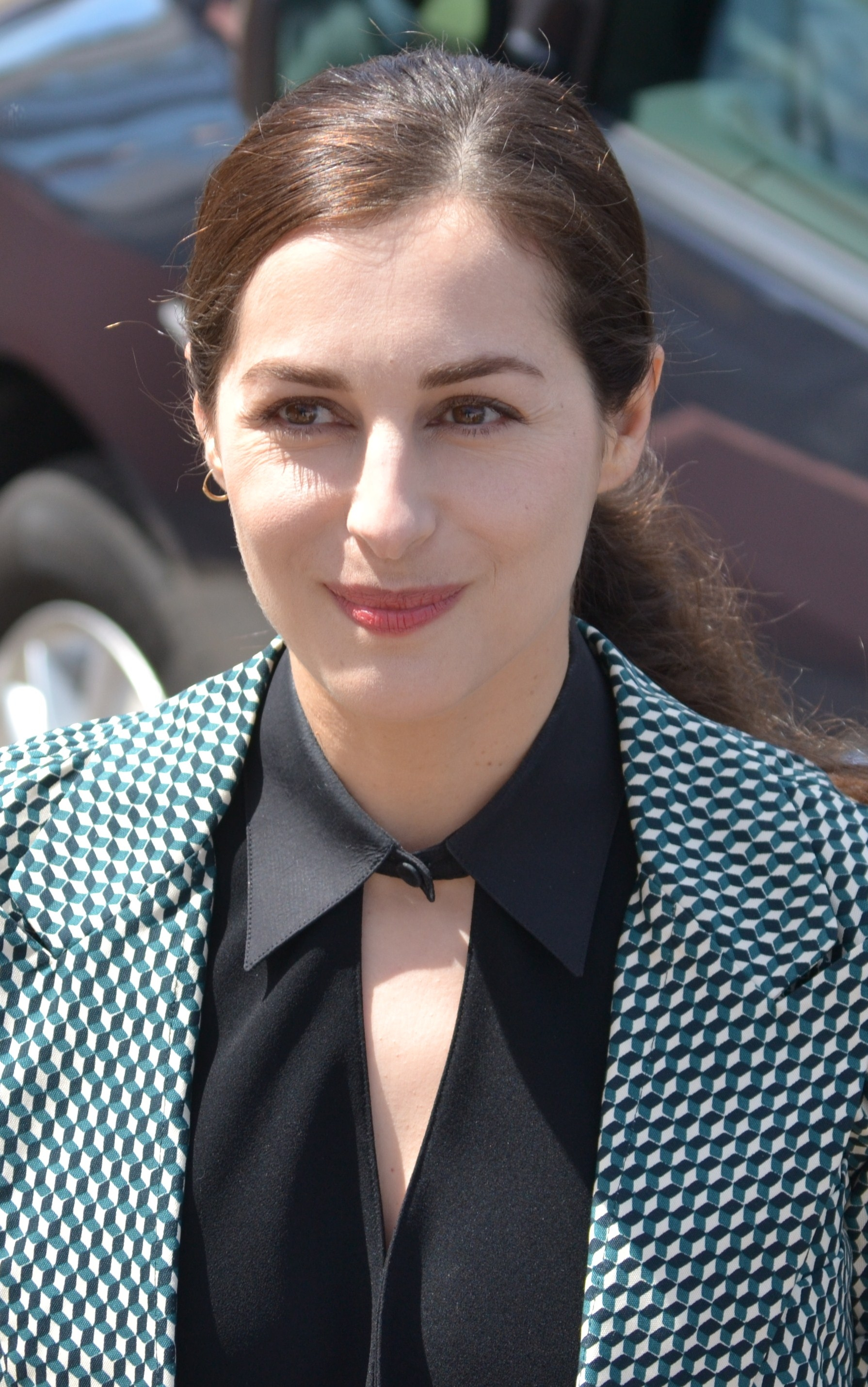
カミンスキーの娘を演じたアミラ・カサール

- ゼバスティアン・ツェルナー：ダニエル・ブリュール[43]
- マヌエル・カミンスキー：イェスパー・クリステンセン[43]
- ミリアム・カミンスキー：アミラ・カサール
- テレーゼ：ジェラルディン・チャップリン[43]
- エルケ：ヨーディス・トリーベル（ドイツ語版）
- ホルム：ヤン・デクレール
- ヤーナ：ルーツィエ・アロン[注釈 6]
- カール・ルートヴィヒ：ドニ・ラヴァン[43]
- ドミニク・シルヴァ：ジャック・エルリン（フランス語版）
- アンナ：ヴィヴィアン・デ・ミュインク（英語版）
- 列車の乗務員：ヨーゼフ・ハーダー（英語版）
- ゴーロ・モーザー：ブルーノ・カトマス（ドイツ語版）
- ボゴヴィッチ：シュテファン・クルト（ドイツ語版）
- 老婦人：アンネ・モーネヴェク[注釈 7]
- 双子の作曲家：カール・マルコヴィックス
- ホーホガルト：ペーター・クルト（ドイツ語版）
- オイゲン・マンツ：ミラン・ペシェル（ドイツ語版）
- メーゲルバッハ教授：パトリック・ボーショー
- フェーゲリ医師：アンドレア・ツォグ（ドイツ語版）
- メーリング教授：アクセル・ノイマン（ドイツ語版）
- フィオナ・マクルーア：ジョー・キャメロン・ブラウン[注釈 8]
- 若き日のカミンスキー：タンベット・トゥイスク（英語版）
- 食堂車の給仕：ミヒャエル・フイト[訳語疑問点] (de:Michael Fuith)

### 製作から封切りまで
ベッカーとブリュールが『グッバイ、レーニン！』以来のタッグを組むことは、2008年の段階で明らかにされていた。ベッカーはブリュールとの再タッグについて次のように語っている。
製作は2013年5月に始まり、同年8月まで続けられた。海に近いテレーゼの家はベルギーに設定されたが、これはベッカーが地中海よりも「作為の無い」北海をロケ地に望んだためである。撮影は他にもノルトライン＝ヴェストファーレン州、スイス、フランス、ベルリンなどで行われた。カミンスキーが時代の寵児となった頃に合わせ、当時のポップアートがパロディとしてふんだんに使われている。
作品はドイツ・スイスで2015年9月15日、オーストリアで同月25日に公開された。ドイツ国内での規制（映画ビジネス自主規制協会）は6歳以上の視聴を許可する "Freigegeben ab 6 Jahren" だった。日本ではロングライド配給で2017年4月29日に公開されたが、映倫によりR15+の指定となった。

### 評価
山崎まどかは 『グッバイ、レーニン！』での演技に言及し、「ナイーヴな青年を演じたあの頃とは違い、ブリュールは苦くて陰影の深い演技も出来るようになった。自己愛が強いゼバスティアンも、デンマークのベテラン、イェスパー・クリステンセンが演じるカミンスキーも劇中で分かりやすい変化を遂げることはないが、それでも見ていると二人を愛してしまう」と述べた。
『暮しの手帖』の元副編集長だった二井康雄は、「[ベッカーは『グッバイ、レーニン！』で]すでに崩壊した東ベルリンが、いまでも存在するかのように見せかける。そのような才覚が、本作でもまた花開く」と述べた。原作の翻訳も手掛けた瀬川裕司は、「盲目の老画家と野心的な若いジャーナリストの主導権争いのうちに、〈本物と偽物〉〈真実と嘘〉〈天才と凡人〉の境界が曖昧になり、観客はめまいに似た感覚に襲われる。〈悪意〉のぶつかり合いが素晴らしく魅力的なドラマ」とのコメントを寄せた。試写イベントに出席した会田誠は、「原作者と監督が美術の世界をわかっているので、エンディングも含めて、物語全体に近代絵画、美術への愛が溢れているのが感じられると同時に、意地悪な作り方をしているのも明らか」「娯楽的な映画でもあるので、もちろんそれほど深く掘り下げられてはいないけれど、一絵描きとして、ビンビンとくるところがあった」と述べたが、作中登場するカミンスキー晩期の絵について映像で表すことの難しさも指摘した。
『ディー・ツァイト』紙のヴィーブケ・ポロンブカは、同じイメージを重ねがちなベッカーの演出に対し、「監督の想像力はゼバスティアン・ツェルナーと同じくらいの創造性しかない」と酷評した。『フランクフルター・アルゲマイネ・ツァイトゥング』紙のアンドレーアス・キルプは、カミンスキーのキャリア絶頂期を描く冒頭5分がハイライトで、それ以降は下り坂でしかないと述べた。またベッカーは原作中の物憂さと芸術に多くを見出し過ぎており、かえって映画にそぐわないと締めくくった。『ディ・ヴェルト』紙のスヴァンチェ・カーリッヒは、現代芸術を皮肉るにはあまりに古臭くておとなしい映画で、全編通して真実に近いところなどほとんど無いとした。同紙のハンス＝ゲオルク・ロデクは、「『僕とカミンスキーの旅』はドイツの映画館にぽつんと立っている巨木で、長い間そのような作品を追い求めていた人にとっては、全世界的に見ても同じような評価になるだろう—ひょっとしたら『アメリ』を想起するかもしれない」と述べた。
『ノイエ・チュルヒャー・ツァイトゥング』のティム・スラグマンは、5つ星中3つを付けた。